# Art Alexandre
Art Alexandre (né le 4 mars 1907 à Saint-Jean-sur-Richelieu au Québec - mort le 11 avril 1976 à l'âge de 67 ans) est un joueur de hockey sur glace professionnel de la LNH qui porta les couleurs des Canadiens de Montréal pendant 11 matches de 1932 à 1933. Il signa un contrat avec le CH le 27 février 1932.

## Statistiques
| Saison    | Équipe                    | Ligue        |    | Saison régulière | Saison régulière | Saison régulière | Saison régulière | Saison régulière |   | Séries éliminatoires | Séries éliminatoires | Séries éliminatoires | Séries éliminatoires | Séries éliminatoires |
| Saison    | Équipe                    | Ligue        | PJ | B                | A                | Pts              | Pun              | PJ               | B | A                    | Pts                  | Pun                  |                      |                      |
| 1931-1932 | Canadiens de Montréal     | LHCM[Quoi ?] | 11 | 6                | 2                | 8                | 2                | 2                | 0 | 1                    | 1                    | 0                    |                      |                      |
| 1931-1932 | Canadiens de Montréal     | LNH          | 10 | 0                | 2                | 2                | 8                | 4                | 0 | 0                    | 0                    | 0                    |                      |                      |
| 1932-1933 | Reds de Providence        | Can-Am       | 47 | 10               | 24               | 34               | 18               | 2                | 0 | 0                    | 0                    | 0                    |                      |                      |
| 1932-1933 | Canadiens de Montréal     | LNH          | 1  | 0                | 0                | 0                | 0                | -                | - | -                    | -                    | -                    |                      |                      |
| 1933-1934 | Reds de Providence        | Can-Am       | 37 | 2                | 3                | 5                | 19               | 2                | 0 | 0                    | 0                    | 2                    |                      |                      |
| 1934-1935 | Reds de Providence        | Can-Am       | 10 | 1                | 0                | 1                | 4                | -                | - | -                    | -                    | -                    |                      |                      |
| 1934-1935 | Castors de Québec         | Can-Am       | 32 | 5                | 8                | 13               | 15               | 3                | 0 | 0                    | 0                    | 8                    |                      |                      |
| 1935-1936 | Indians de Springfield    | Can-Am       | 47 | 13               | 16               | 29               | 32               | 3                | 0 | 1                    | 1                    | 2                    |                      |                      |
| 1936-1937 | Greyhounds de Kansas City | AHA          | 1  | 0                | 0                | 0                | 0                | -                | - | -                    | -                    | -                    |                      |                      |
| 1937-1938 | Concordia de Montréal     | LHSQ         | 22 | 9                | 6                | 15               | 23               | 1                | 0 | 1                    | 1                    | 0                    |                      |                      |

## Transactions
- Le 27 février 1932 : Signe avec les Canadiens de Montréal.
- Le 8 mai 1932 : Droits vendus au Reds de Providence par les Canadiens de Montréal avec Art Lesieur, Gus Rivers et Art Giroux.
- Le 6 février 1933 : Prêté au Canadiens de Montréal par les Reds de Providence avec Gizzy Hart et Bobby Trapp.
- Le 14 décembre 1934 : Échangé au Castors de Québec par les Reds de Providence en retour de Wilfrid Runge.